# Vlastimil Válek (motocyklový závodník)
Vlastimil Válek (15. března 1938, Rokycany - 31. května 1989, Praha) byl československý reprezentant v motokrosu, ve své době jeden z nejúspěšnějších reprezentantů tohoto sportu a československých motocyklů ve světě. Jako jezdec též aktivně spolupracoval na vývoji motocyklů ČZ a Jawa.
Závodil v letech 1957 až 1973, kdy dlouhodobě patřil mezi naše československé motokrosaře. Vicemistr světa mezi jednotlivci ve třídě do 250 cm³ (1963) a vítěz 6 Velkých cen v rámci mistrovství světa. Z mistrovství světa národních družstev 2 bronzy z Motokrosu národů a z Trofeje národů stříbro a bronz. Osminásobný mistr Československa.

## Úspěchy v motokrosu
- 1963 - stříbrná medaile MS 250 cm³
- 1964 - druhé místo MS družstev do 500 cm³
- 1971 - třetí místo Trofej národů do 250 cm³